# Первый бой под Хруслиной
Первый бой под Хруслиной— сражение, произошедшее 18 (30) мая 1863 года между польскими мятежниками и русскими регулярными войсками в ходе Январского восстания.

## Предыстория
После боя под Боровыми Млынами отряд полковника Марцина Бореловского был вынужден временно отступить на территорию Австрии, однако через некоторое время вернулся на территорию Люблинщины, укомплектованный вооружением и новобранцами.
Однако, из-за недостатка живой силы и боевого опыта, Бореловский опасался ввязываться в крупные сражения, ограничившись партизанскими вылазками, и боестолкновениями с незначительными отрядами противника. Наиболее крупным из которых был бой у села Юзефув 12 (24) апреля 1863 года, в котором повстанцы потеряли 13 человек убитыми, в том числе и знаменитого польского поэта Мечислава Романовского, который сражался в отряде Бореловского.
16 (28) апреля 1863 года отряд Бореловского соединился с отрядом капитана повстанческих войск Сигизмунда Кусковского и их общие силы стали насчитывать 180 человек. Этот немногочисленный отряд провел ряд рейдов, против регулярных войск и вновь обратил на себя внимание. Против Бореловского и Кусковского был направлен отряд русских войск, который нагнал уходящих от преследования мятежников в окрестностях деревни Хруслина.

## Бой
Бой начался утром 18 (30) мая 1863 года, когда отряд мятежников был атакован сразу с двух направлений. Полякам с большим трудом удалось отбить не менее четырёх атак регулярных войск, понеся при этом значительные потери в 22 убитых. После чего Бореловский приказал своему отряду отступать в Скоковский лес, что и было выполнено. Русские войска отказались от преследования из-за труднопроходимой местности.

## Последствия
Повстанцы потеряли убитыми в бою 22 человека и ещё 20 человек были ранены или взяты в плен. Потери регулярных войск остались неизвестными. Тем не менее Бореловскому удалось тактически победить русский отряд и уберечь свою бригаду от полного разгрома. После недолгой передышки в лагере разбитом в Скоковском лесу, Бореловский и Кусковский повели мятежников на юго-запад, на соединение с отрядами Романа Руцкого и Тадеуша Крусиньского. Соединившись с ними, мятежники отошли в окрестности Гарволинa.